# Ladislav Dluhoš
Ladislav Dluhoš, češki smučarski skakalec, * 6. oktober 1965, Čeladná, Češkoslovaška.
Dluhoš je bil član češkoslovaške in češke državne reprezentance. V svetovnem pokalu je debitiral 14. januarja 1984 na Letalnici Čertak v Harrachovu in s četrtim mestom prvič osvojil točke svetovnega pokala. Prvič se je na stopničke za zmagovalce uvrstil 9. februarja 1985 na tekmi v Saporu z drugim mestom, na naslednji tekmi osem dni kasneje v Engelbergu je bil tretji. V 1985/86 se je desetkrat uvrstil med dobitnike točk, od tega dvakrat na stopničke. Sezono je končal na desetem mesto v skupnem seštevku svetovnega pokala, kar je njegova najboljša uvrstitev v karieri, v kateri se je skupno šestkrat uvrstil na stopničke v svetovnem pokalu, po trikrat na drugo in tretje mesto. Nastopil je na Zimskih olimpijskih igrah v letih 1984 in 1988 za Češkoslovaško ter 1994 za Češko. Najboljšo posamično uvrstitev je dosegel leta 1984 z 12. mestom na veliki skakalnici, ekipno pa s četrtim mestom leta 1988. V petih nastopih na svetovnih prvenstvih je najboljšo posamično uvrstitev dosegel s šestim mestom na veliki skakalnici leta 1989 v Lahtiju, na ekipnih tekmah pa je osvojil bronasti medalji v letih 1984 in 1989. Štirikrat je nastopil na svetovnih prvenstvih v poletih ter dosegel četrto mesto leta 1986 in peto leta 1985.